# ده سلطانی (هیرمند)
ده سلطانی یک روستا در ایران است که در شهرستان هیرمند واقع شده‌است. ده سلطانی ۱۳۴ نفر جمعیت دارد.